# Ciervoles
Ciervoles (en catalán y oficialmente, Cérvoles) es un pueblo español del municipio de Senterada, en el Pallars Jussá en la provincia de Lérida. Está situado exactamente dos kilómetros en línea recta al suroeste de la cabeza de municipio, pero, en cambio, el acceso al pueblo con vehículo es bastante más largo.

## Situación
Está situado en el extremo de levante del Serrat de Coscollola, al noreste del Serrat de Rúixol. Estas sierras forman parte de los contarfuertes de levante de la sierra de Camporan, en una colina desde donde se domina una buena parte del valle del Flamisell.
La pista que une Senterada con Ciérvoles es larga, y sale de la cabeza de partido judicial hacia el noroeste, llega cerca de Naens, pasa por El Burguet y acaba de llegar a Ciervoles en unos 7 km. en total.

## Etimología
Contra lo que muchas personas piensan, y lo que las etimologías populares explican, el topónimo Ciervoles no tiene nada que ver con el ciervo. Joan Coromines (op. cit.) baraja varias explicaciones para este topónimo. En un primer momento se decantaba por dar como origen el sorbus latino que da el nombre de árbol servera, en catalán, pero en un análisis más profundo, por la imposibilidad de aplicación del diminutivo a este étimo, se decanta más hacia una explicación basada en la transformación al catalán de silvulas (bosques), con transformaciones fonéticas habituales en el paso del latín al catalán. Sin embargo, la aparición en un documento antiguo de la forma Sórboles hace pensar a Coromines que quizás se trata de un cruce entre las dos explicaciones anteriores.

## Historia
En 1831, Ciervoles, conjuntamente con El Burguet consta con 50 habitantes, dentro del señorío del Conde de Erill.
Entre el 1812 y en febrero de 1847 formó ayuntamiento propio, conjuntamente con El Burguet. Se había creado a partir de la promulgación de la Constitución de Cádiz y la organización territorial que se derivó, y fue suprimido por no llegar al mínimo de 30 vecinos (cabezas de familia) necesarios para mantenerlo, como quedó establecido en la Ley municipal de 1845. En aquel momento eran 58 habitantes, pero no llegaban a reunir 30 que fueran considerados vecinos (cabezas de familia y contribuyentes).
Pascual Madoz en su Diccionario geográfico ..., de 1845, describe el pueblo de Ciervoles de aquel momento:

situado sobre un cerro dominado al norte por la montaña del mismo nombre, lo combaten todos los vientos. El clima es algo frío, pero saludable. Tiene 17 casas de mala construcción y sin ninguna simetría. En los entornos hay poca agua, pero la que hay se aprovecha para la población y para algunos huertos. El terreno es árido, roto, áspero y poco productivo. Hay muchos zarzas y algunos robles, de propiedad particular. La mayor parte de tierras son comunales, y cada año se abren nuevos campos, abandonándose los antiguos. Las tierras nuevas, comunales, producen sensiblemente más que las que son de propiedad particular, que se labran cada año. Se produce trigo, cebada y pastos, de donde sacan la mayor parte de las ganancias. Se crían vacas, cabras, asnos y cerdos; se cazan perdices, conejos, lobos y otros animales perjudiciales. Hay un molino harinero. Forman los dos pueblos, El Burguet y Cérvoles, 9 vecinos (cabezas de familia) y 58 almas (habitantes).

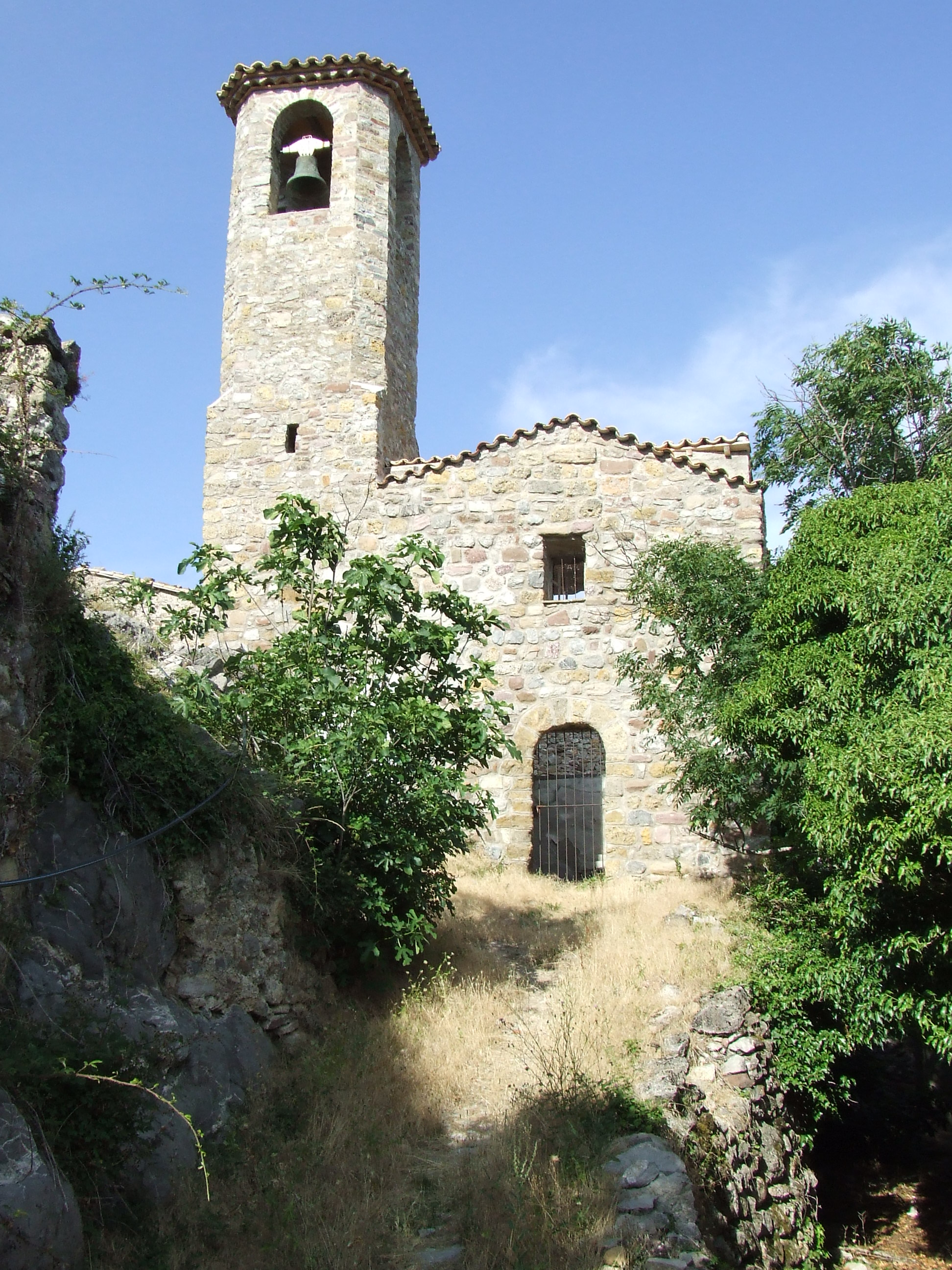
Iglesia de San Aventino de Ciervoles

En la relación que hace Ceferí Rocafort (op. cit.), Ciérvoles tenía, hacia el 1900, 39 casas, con 66 habitantes. En 1970 había censados cinco habitantes, que habían bajado a cuatro en 1981. Estuvo deshabitado durante mucho tiempo a consecuencia de la migración que vació muchos pueblos pirenaicos durante la primera mitad del siglo XX, pero hoy vuelve a tener habitantes: el padrón menciona cinco. El pueblo está prácticamente en ruinas, así como su iglesia de origen románico, dedicada a San Aventino, que había sido iglesia parroquial.
También hay en Ciervoles una pequeña capilla dedicada a san Juan Bautista y otra dedicada a San José.
El elemento de origen humano más antiguo de Ciervoles es el dolmen de la Cabaneta dels Moros, excavado por el Seminario de Prehistoria de la Universidad de Barcelona. También llamado, en los mapas del ICC, dolmen de San Roque, está situado en la sierra de Camporan, unos 2 kilómetros al oeste del pueblo de Ciervoles.